# Marilyne Fontaine
 (février 2025).
Marilyne Fontaine est une actrice française, née le 28 juillet 1985 à Lyon. Meilleur espoir au Festival de Rome en 2012.

## Biographie
Elle est diplômée du Conservatoire de Montpellier (direction Ariel Garcia-Valdès) et du Conservatoire national supérieur d'art dramatique de Paris où elle a suivi les classes de Daniel Mesguich, Dominique Valadié et Alain Françon.
Son rôle dans Un enfant de toi réalisé par Jacques Doillon aux côtés de Lou Doillon et Samuel Benchetrit, marque une étape importante dans sa jeune carrière. Il lui permet de remporter le prix du Meilleur Espoir de l’année, à l’unanimité du jury présidé par Jeff Nichols, dans le cadre du Festival international du film de Rome 2012.
En 2013, elle incarne le rôle-titre de la pièce Mademoiselle Julie d'August Strindberg, aux côtés de Thierry Godard sous la direction de Robin Renucci. Elle tient ensuite le rôle Gwendolen Faifax au Théâtre Montparnasse dans L’importance d’être constant d’Oscar Wilde, mis en scène par Gilbert Desveaux.
En 2016, elle est sélectionnée parmi les Talents Adami, Paroles d'Acteurs. Elle joue pour le Festival d'Automne des pièces d'Arthur Schnitzler, mis en scène par Tg Stan et participe au Festival d'Avignon In avec les Écrits d'acteurs.
En 2018, on la retrouve aux côtés de Xavier Gallais dans la pièce L'Avaleur, mis en scène par Robin Renucci d'après Other People's Money de Jerry Sterner. Pièce dans laquelle elle joue le personnage d'Alex, fille de la secrétaire de M. George, et avocate d'affaire.
En 2020, elle est sélectionnée comme talent par Emergence Cinéma et joue pour Nathalie Saugeon et Stéphane Marchetti et joue au théâtre pour Pauline Ribat et Sandrine Anglade.
En 2022, elle incarne Hermione dans Andromaque de Racine, mis en scène par Robin Renucci, Olga dans Les Trois Soeurs, de Tchekhov mis en scène par Christian Benedetti, Varia dans La Cerisaie et Elena dans Oncle Vania.
En 2024 et 2025 on la retrouve dans La Double Inconstance de Marivaux, mis en scène par Tribout et le rôle titre de Phèdre, mis en scène par Robin Renucci. 

### Formation
- 2003-2005 : La scène sur Saône
- 2005-2008 : Conservatoire de Montpellier
- 2008-2011 : Conservatoire national supérieur d'art dramatique
- 2015 : Chantiers Nomades avec Galin Stoev à La Cartoucherie
- 2024 : ARTA Claudel avec Christophe Rauck à La Cartoucherie

## Filmographie

### Cinéma
- 2011 : R.I.F. (Recherche dans l’Intérêt des Familles) de Franck Mancuso
- 2011 : The foreigner de Niki Iliev
- 2012 : Un enfant de toi (film) de Jacques Doillon
- 2018 : Alèm Do Homem de Willy Biondani
- 2020 : Les mélancolies de Sade de Guy Marignane

### Court métrage
- 2013 : La tête sur les épaules de Renaud Ducoing
- 2014 : Sous nos empreintes de Eduardo Sosa Soria
- 2015 : Le songe de Didier de Alexandre Morand
- 2016 : Demain le vent de Eduardo Sosa Soria
- 2017 : Terrefolle de Riccardo Ceccherini
- 2017 : Villégiatures de Frédéric Carpentier
- 2018 : La nuit se lève de Pierre Gaffié
- 2020 : Apocalypse Notes de Pierre Gaffié
- 2020 : After de Nathalie Saugeon, Emergence Cinéma

### Télévision
- 2012 : Joséphine, ange gardien, Un monde de douceur : Marion
- 2012 : Le Jour où tout a basculé, épisode Mon fils est condamné : Aurélia
- 2023 : Irrésistible, épisode 3 - réalisation Antony Cordier : Claudia

## Théâtre
- 2008 : Romances, écrit et mis en scène par Cyril Teste
- 2008 : Don Nadie, écrit et mis en scène par Barbara Nicolier, Théâtre Vidy-Lausanne
- 2010 : Casting, écrit et mis en scène par Yann-Joël Collin
- 2010 : Travaux d'après Samuel Beckett, Edward Bond, Georges Feydeau, Anton Tchekhov, mise en scène Dominique Valadié
- 2011 : Opus Magnum, écrit et mis en scène par Olivier Py
- 2011 : Ce formidable bordel, d'Eugène Ionesco, mise en scène par Fanny Santer
- 2011 : Les Bacchantes d’Euripide, mise en scène Barthélemy Méridjen, Théâtre de Verre
- 2012 : Il faut, je ne veux pas d’Alfred de Musset et Jean-Marie Besset, mise en scène Jean-Marie Besset, Théâtre de l'Œuvre
- 2012 / 2013 : Mademoiselle Julie d’August Strindberg, mise en scène Robin Renucci, CDN Tréteaux de France, ARIA, Tournée
- 2013 : L'importance d'être sérieux d’Oscar Wilde, mise en scène Gilbert Désveaux, Théâtre des 13 vents, Théâtre de l'Ouest parisien, Théâtre Montparnasse
- 2015 : Le Faiseur d'Honoré de Balzac, mise en scène Robin Renucci, CDN Tréteaux de France, Tournée, La Cartoucherie
- 2016 : Amours et Solitudes d'après Arthur Schnitzler, mise en scène Frank Vercruyssen, Tg Stan, Talents Adami, La Cartoucherie
- 2017 :  L'avaleur de Jerry Sterner, mise en scène Robin Renucci, CDN Tréteaux de France, TNB
- 2017 :  Écrits d'acteurs, mise en scène Frank Vercruyssen, Talents Adami, Avignon IN
- 2018 :  L'Avaleur de Jerry Sterner, mise en scène Robin Renucci, Reprise Maison des Métallos, Théâtre national populaire
- 2019 :  Les Beaux Ardents de Joséphine Chaffin, mise en scène Joséphine Chaffin, Théâtre de l'Opprimé
- 2019 :  Le Cid de Pierre Corneille, mise en scène Sandrine Anglade, Tournée
- 2020 :  Dans les cordes de Pauline Ribat, mise en scène Pauline Ribat, Espace Malraux, Centre culturel de Bonlieu, Tournée
- 2020 :  Andy's Gone de Marie-Claude Verdier, mise en scène Julien Bouffier, Théâtre de Saint Quentin en Yvelines, Tournée
- 2021 :  Andromaque de Jean Racine, mise scène Robin Renucci
- 2022 :  La Cerisaie de Tchekhov, mise scène Christian Benedetti
- 2022 :  Oncle Vania de Tchekhov, mise scène Christian Benedetti
- 2022 :  Trois Sœurs de Tchekhov, mise scène Christian Benedetti
- 2023 :  Dans les cordes de Pauline Ribat, mise en scène Pauline Ribat, Théâtre 13
- 2023 :  Phèdre de Jean Racine, mise en scène Robin Renucci, Théâtre La Criée
- 2024 : La double inconstance de Pierre de Marivaux, mise en scène Jean-Paul Tribout, Théâtre du Lucernaire
- 2024 : Effets secondaires de Arthur Deschamps Makeïeff, mise en scène Arthur Deschamps Makeïeff, Théâtre du Chariot
- 2025 :  Phèdre de Jean Racine, mise en scène Robin Renucci, Théâtre La Criée, Théâtre Ducourneau
- 2025 : La double inconstance de Pierre de Marivaux, mise en scène Jean-Paul Tribout, Théâtre du Lucernaire

### Mise en scène
- 2019 :  Celeste Gronde de Joéphine Chaffin, mise en scène Marilyne Fontaine et Nadine Darmon, CDN Tréteaux de France, Tournée
- 2021 :  Blanche-Neige, Histoire d'un Prince de Marie Dilasser, mise scène Marilyne Fontaine

## Radio
- 2010 :  Double axel d'Yves Hugues - Nuits noires, nuits blanches, France Inter
- 2011 :  L'apocalypse selon Jean Marc de Fabrice Pereira - Fictions/Micro Fictions, France Culture
- 2011 :  Avec Benjamin Péret, L'oreille entre les dents, extraits de Benjamin Péret - L'atelier fiction, France Culture
- 2011 :  La Onzième capitale d'Alexandra Wood - L'atelier fiction, France Culture B.Masson / M.Sidoroff
- 2012 :  Pavillon sur jardin dans quartier calme d'Arnaud Romain - Nuits noires France Inter P.Liegibel / M.Sidoroff
- 2012 :  La Chose de Karin Serres - Nuits noires, France Inter P.Liegibel / M.Sidoroff
- 2013 :  Comme chez les Martin de Pierre-Robert Leclercq - Nuits noires France Inter P.Liegibel / M.Sidoroff
- 2014 :  Le retour du concierge de Stephane J.Braka - Nuits noires France Inter P.Liegibel / M.Sidoroff
- 2015 :  Eric Tabarly, le marin et la mésange de Jean-Baptiste Sabiani - Affaires sensibles, France Inter P.Liegibel / M.Sidoroff
- 2017 :  Berthe Morisot, une femme chez les impressionnistes de Corinne Klomp - Autant en emporte l'histoire - C.Aussir France Inter
- 2017 :  La vie trépidante de Brigitte Tornade de Camille Kohler, saison 9 - Fictions, France Culture C.Aussir
- 2017 :  On part dans une heure et on va être en retard de Nathalie Kuperman - L'atelier fiction, France Culture S.A Picon
- 2018 :  Expédition en Antarctique de Cecile Wajsbrot - Affaires Sensibles - B.Guiton France Inter
- 2020 :  Le soldat inconnu vivant de Jean-Yves Le Naour - Autant en emporte l'histoire - B.Guiton France Inter

## Lectures
- 2013 :  Eva de Vincent Poussou, mise en lecture Ariane Pick, Théâtre de l'Odéon
- 2014 :  On ne meurt qu'une fois et c'est pour si longtemps, de Patrick Pelloux, Théâtre du Rond-Point
- 2017 : Écrits d'acteurs, mise en scène Frank Vercruyssen, Talents Adami, Avignon IN
- 2017 : Carnivores d'Alexandra Badéa
- 2018:  Dada Poésie, d'après Tristan Tzara, avec le violoncelliste Gael Mevel, mise en lecture Marilyne Fontaine, Musée de l'Orangerie
- 2018 : Data m'a dissous de Joséphine Chaffin
- 2018 : Prédateurs d'Alexandra Badéa, Festival de Pèzenas
- 2018 : Dada Poésie, d'après Tristan Tzara, Festival RAMI, Orléans
- 2024 : La Trace des Passants, Thomas Delaporte, ARTCENA

## Distinctions
- 2008/2010: Finaliste au Prix Silvia Monfort (en 2008 et 2010)
- 2012 : Meilleur espoir pour Un enfant de toi (film) de Jacques Doillon au Festival international du film de Rome
- 2014 : Prix d'interprétation féminine au Festival Mulhouse Tous Courts pour La Tête sur les épaules de Renaud Ducoing
- 2018 : "Best Actress" pour "Radio Moon" de Pierre Gaffié, Creation International Film Festival 2018, Toronto, Canada
- 2019 : "Best Actress" pour "Radio Moon" de Pierre Gaffié, The Colony Short Film Festival, Ohio, États-Unis

## Sources à lier
- https://www.francetvinfo.fr/culture/spectacles/theatre/l-ile-de-france-fete-le-theatre-maryline-fontaine-star-des-treteaux-de-france-pour-les-petits-et-les-grands_4728333.html
- https://www.culture.gouv.fr/Presse/Archives-Presse/Archives-Communiques-de-presse-2012-2018/Annee-2012/Felicitations-a-Jeremie-Elkaim-et-Marilyne-Fontaine
- https://www.theatre-contemporain.net/biographies/Marilyne-Fontaine/critiques/
- https://www.dailymotion.com/video/xzvacu
- https://toutelaculture.com/spectacles/theatre/andromaque-de-jean-racine-en-immersion-totale-par-robin-renucci/
- https://www.unifrance.org/annuaires/personne/375374/marilyne-fontaine
- https://www.femmemagazine.fr/actualites-feminines/marilyne-fontaine-une-carriere-bien-lancee.html
- https://toutelaculture.com/spectacles/theatre/christian-benedetti-monte-en-son-theatre-lintegrale-de-tchekhov/
- https://www.ladepeche.fr/2021/05/19/andys-gone-creation-en-deux-actes-inspiree-du-mythe-grec-dantigone-9553208.php
- https://mordue-de-theatre.com/2022/02/03/brulee-du-feu-dhermione/
- https://lestroiscoups.fr/une-partie-de-campagne-avec-les-treteaux-de-france-dans-le-cadre-de-loperation-lile-de-france-fete-le-theatre-a-la-base-de-loisirs-de-saint-quentin-en-yv/
- https://www.la-croix.com/JournalV2/Tchekhov-coeur-battant-2022-03-18-1101205550
- https://www.larevueduspectacle.fr/Une-repetition-des-Trois-Soeurs-dirigee-par-Christian-Benedetti-avant-l-integrale-Tchekhov_a3192.html
- https://www.radiofrance.fr/franceinter/podcasts/le-journal-de-9h/le-journal-de-9h-du-samedi-11-janvier-2025-9022543
- https://journalzebuline.fr/phedre/
- https://www.musanostra.com/phedre-robin-renucci-theatre-la-criee-sophie-demichel/
- https://toutelaculture.com/spectacles/theatre/maryline-fontaine-est-une-grande-phedre-mise-en-scene-par-robin-renucci/